# Орки (Середзем'я)

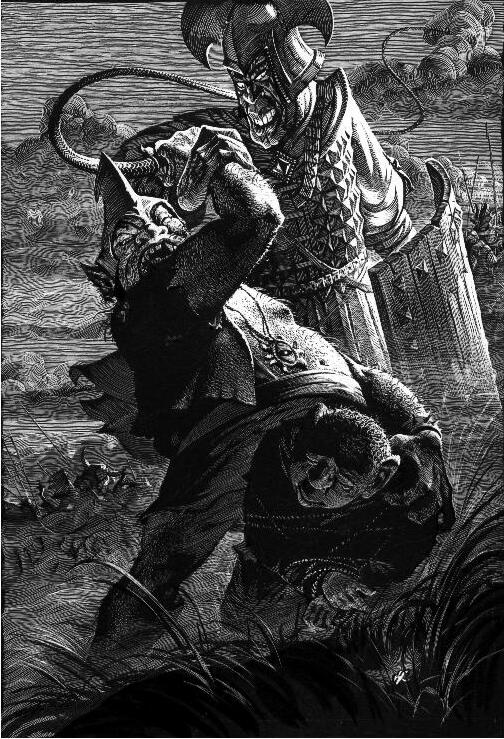
Орки знущаються з гобіта

Орки — в легендаріумі Джона Толкіна вигадані персонажі, прислужники Мелькора та Саурона.

## Прототипи
Слово «orc» походить з давньоанглійської мови. Сам Толкін стверджував, що взяв його з середньовічної поеми «Беовульф» на означення гігантського чудовиська Ґренделя. У пізніших листах автор писав це слово як «ork». Самоназва орків згідно Чорної говірки — uruk. Вестронською, та Рогірік вживалося слово орк.
У своєму листі до сина Крістофера Толкіна від 25 травня 1944 р. батько пише:
«… я вважаю, що орки — істоти не менш реальні, ніж будь — яке породження „реалістичної“ літератури: твої просякнуті почуттями описи надають цьому племені належне; от тільки в реальному житті, вони звичайно, воюють по різні боки. Бо „героїчний роман“ виріс з „алегорії“, де добро на одному боці, а всілякі сили зла — на іншому. У реальному (зовнішньому) житті люди належать до обох таборів, що означає різношерстні союзи орків, звірів, демонів, простих, від природи чесних людей і ангелів. Однак дуже важливо, хто твої вожді чи не подібні вони оркам самі по собі!» 

## Опис
Один з найповніших описів зовнішності та характеру орків подано у першому романі «Гобіт, або Туди і Звідти»:
Подальші дослідники творчості Толкіна, пов'язуючі світогляд та життєвий шлях автора, висловлювали думку що прототипом орків були його супротивники по I СВ — німці з їх, єдним з найбільших у світі, споживанням конини, схильністю до інженерних винаходів (особливо щодо військової справи), та історично ворожим ставленням до євреїв, котрі у творах циклу ассоціюються з гномами (яких, більшою чи меншою мірою, недолюблюють усі раси Середзем'я). Надалі, у залежності від контексту та автора висловлювань, «орки» вживалося у найрізноманітніших значеннях — від варварів до капіталістів. Зокрема під час війни на сході України подібним епітетом називали бойовиків псевдореспублік «ДНР» і «ЛНР».

## Походження
Після пробудження ельфів на берегах озера Куївіенен Мелькор, послав своїх слуг виловлювати їх і приводити до нього в фортецю Утумно. Вважається що орки — це нащадки цих ельфів, які під дією чарів і тортур були перетворені на потвор. З усіх діянь Темного Вали — це був наймерзенніший і найогидніший вчинок, за який Валар зруйнували його твердиню Утумно, а самого на триста років ув'язнили в Чертогах Мандоса, скувавши руки ланцюгом Ангаінором.
Через свою заздрість ельфам Мелкор прагнув поглумитися над ними і таким чином вивів мерзотну породу орків, котрі звідтоді стали заклятими ворогами ельфів і всього живого у Середзем'ї. Орки жили та розмножувалися на кшталт Дітей Ілуватара; бо після свого бунту в часи Айнуліндале, ще до Початку, Мелькор не міг сотворити ні нового життя, ні навіть його подоби.
Свого володаря орки ненавиділи і боялись. Втім, вони ненавиділи всіх на світі, і навіть між собою точили постійні суперечки та чвари, що нерідко переходили у бійки та вбивства.
Вперше орки напали на Белеріанд близько 1230 року Епохи Дерев разом з вовкулаками та іншими тварюками Ворога. Протягом усіх битв за Белеріанд орки складали основну силу військ Ворога і навіть під час зруйнування Нарґотронда і Ґондоліна, в яких провідна роль належала драконам, їхні орди брали активну участь.
Орки погано переносили світло Сонця, і хоча вони не кам' яніли від нього як тролі, воно викликало в них головні болі й запаморочення. Не любили вони також і грозу, вважаючи що її надсилають на них Валар, котрих вони дуже боялись.
У Війні Гніву загинула переважна більшість орків, однак деяким з них вдалося втекти й заховатись у глибоких печерах.

## Раси орків

### Ґобліни Імлистих Гір
Ґобліни — швидше за все істоти, що згадуються під такою назвою у повісті «Гобіт або Туди й Звідти» є змалілими і ослаблими нащадками орків Морґота. З'явились вони в Імлистих Горах близько 1300 року Третьої Епохи і були підданими Короля — Чаклуна, що створив королівство Анґмар. Після 1977 р. Т. Е., коли ельфи Ліндону, ґондорці та вцілілі артедайнці зруйнували Анґмар і вигнали Предводителя назгулів з Півночі, орки Імлистих Гір створили власну державу зі столицею під горою Ґундабад. У 2480 р. Т. Е. вони перекрили перевали між Еріадором та Рованіоном, і з волі Саурона оселились у Морії. Незважаючи на поразки у битвах в долині Азанулбізар (2799) та П'яти Армій у долині Дейлу (2941), орки поволі завжди відновлювали свою чисельність і могутність. Лише після знищення Перстеня Влади ґноми та беорнінги прогнали їх з Імлистих Гір.
Також у повісті «Гобіт або Туди й Звідти» згадуються гобґобліни з Сірих Гір, але чим вирізняється ця раса орків з — поміж інших невідомо.

### Урук-Гай
Творіння і раби Саурона. Високі на зріст, м' язисті й наділені великою силою. Ця раса орків могла спокійно переносити сонячне світло і тому могли нападати в будь-яку пору доби.
Вперше з'явились у 2475 р. Т. Е., піддавши розоренню майже цілком спорожнілий Осґіліат. Перейшовши на бік Ворога, Саруман оселив в Ізенґарді урук-гайїв. Тривалий час ніхто не здогадувався, хто є їх справжнім господарем. Під час Війни Персня урук-хайї Саурона та Сарумана брали участь у нападі на Роган і Ґондор, однак усі битви, крім при Бродах Ізену та Осґіліатської, були ними програні.

### Орки-карлики
Малорослі орки (Урук-хайї називали їх недомірками і «снагами», що означає раби) з брунатною шкірою були мешканцями Мордору. Вони використовувались як нюхачі й слідопити. В рядах цих орків Фродо та Сем, одягнені в орківські обладунки, були змушені йти по рівнині Ґорґорат й завдяки щасливій випадковості (зіштовхнення загонів карликів і урук-гайїв під перевалом Айсенмаут) змогли втекти.

### Напіворки Сарумана
Істоти що були створені Саруманом, який схрестив орків з людьми із племені дунгарців. Ці істоти були досить жорстокими і хитрими. Вони брали активну участь в окупації Ширу і їхні банди було розгромлено в битві при Байуотері (3 листопада 3019 р. Т. Е. або 1419 р. Л. Ш.).

## Окремі орки з «Гобіта» і «Володаря Перснів»
Азоґ — вождь орків Морії, що у 2790 р. Т. Е. убив короля ґномів Трора, який прийшов у дім своїх предків. На відрубаній голові короля він викарбував напис свого імені, а тіло згодував стерв'ятникам. Свідком цього став супутник Трора ґном Нар, якому Азоґ кинув гаманець з мідяками. Наслідком цього стала війна ґномів і орків (2793—2799 рр. Т. Е.), що завершилась кровопролитною для обох сторін битвою в долині Азанулбізар (2799 р. Т. Е.). Азоґ переміг у поєдинку короля Залізних Пагорбів Наіна II, але був убитий його сином Даіним, згодом відомим як Даін II Залізний Чобіт. У пащу відрубаної голови Азоґа вклали гаманець з мідяками, який він кинув Нарові.
Больґ — син Азоґа. Командував гвардією, що прийшла в долину Дейла за скарбами дракона Смоґа. Загинув у Битві П'яти Армій (2941).
Верховний Ґоблін та його наступник — ватажок печерного Міста Ґоблінів. Вів допит упійманих ґномів Торіна. Був убитий Ґандальфом, що уник лап гоблінів. Його наступник брав участь у поході Больґа і був убитий в битві П'яти Армій (2941).
Ґольфімбул — ватажок орди ґоблінів з гори Ґрам, що вдерлись у Північну Четь і були розбиті ополченням Ширу на чолі з сином тана Ізумбраса III Бандобрасом Туком на прізвисько Бичачий Рев. Бандобрас зніс мечем голову Ґольфімбула і та, відлетівши в бік, впала у кролячу нору. На честь цієї події гобіти вигадали гру в гольф.
Ґорбаґ — командир загону морґульських орків у фортеці Кіріт — Унґол, що влаштували сутичку з мордорськими орками Шаґрата за міфрілову кольчугу Фродо. Убитий Шаґратом.
Ґотмоґ — лейтенант Мінас Морґула, що прийняв командування військами Мордору, Гараду і Кханду в Пеленорській битві (15 березня 3019 р. Т Е.) після загибелі Короля — Чаклуна. Показаний орком у фільмі Пітера Джексона «Володар Перснів: Повернення короля», в романі ким був Ґотмоґ не вказано.
Ґрішнак — командир загону уруків Барад -Дура, надісланий Сауроном для пошуку Персня. Приєднався до урук -хайїв Ізенґарда на рівнинах Рогану. Намагався умовити Уґлука переправитись через Андуїн і йти до Мордору. Отримавши відмову, спочатку залишає ізенґардців, але згодом повертається. Під час розмови з Ґрішнаком Піппін та Меррі переконують його що саме вони мають Перстень (при цьому Піппін видає звуки «Ґолум», як Смеаґол при допиті якого орк був присутній). Коли орків наздогнали рогірими Ґрішнак відводить Меррі та Піппіна до узлісся Фанґорну щоб обшукати їх і вбити. Однак, там він був смертельно поранений списом рогірима, а гобітам вдалося втекти до лісу.
Лаґдуф — учасник загону Шаграта вбитий у сутичці з морґульськими орками.
Маухур — урук-хай Ізенґарда, начальник загону мародерів, що грабували роганські поселення у Вестфолді. Загін Маухура послали через ліс Фангорн на допомогу Уґлукові, чий загін було оточено рогіримами. Коли загін Маухура атакував, деякі з рогіримів поїхали їм на зустріч, інші ж зімкнули кільце довкола табору Углука. Полоненні Углука Меррі та Піппін, опинившись поза кільцем оточення і змогли втекти до лісу Фанґорн.
У фільмі «Дві Вежі» Маухур з самого початку біжить до Ізенґарда разом з загоном Углука. Він та всі інші орки були вбиті у сутичці з рогіримами.
Музґаш — учасник загону Шаґрата вбитий у сутичці з морґульськими орками.
Радбуґ — орк (напевно з загону моргульських уруків у фортеці Кіріт — Унгол), учасник сутички між морґульськими та мордорськими уруками. Був убитий Шаґратом, який перед цим виколов йому очі.
Снаґа — прізвисько орка з загону Шаґрата, якого своєю тінню з мечем налякав Сем.
Уґлук — командир загону урук — хайїв Ізенґарда, що взяли в полон Меррі Брендібака та Переґріна Тука і вбили Боромира. Убитий рогіримами разом з усім його загоном неподалік від лісу Фанґорн.
Уртхак — орк упійманий павучихою Шелоб і обплутаний павутиною. Був знайдений сородичами, але ті не стали його звільняти, оскільки Саурон заборонив їм чіпати здобич Шелоб.
Шаґрат — комендант фортеці Кіріт — Унґол, командир загону що знайшов непритомного Фродо вжаленого Шелоб і відволік його до фортеці. Через міфрілову кольчугу Фродо між морґульськими й мордорськими уруками зчинилась сутичка в якій майже весь гарнізон фортеці було перебито, а Шаґрата було поранено. Далі його відвезли у Барад — Дур. Дізнавшись про те що сталось у фортеці, Саурон убив Шаґрата.

## Мова й культура орків
Якщо в добу Морґота орки й мали власну мову, то у пізніші часи вони її забули зовсім. У Другу Епоху Саурон вигадав Чорну Говірку як універсальну мову всіх своїх рабів. Проте після Війни Останнього Союзу вона також була забута, хоч орки лишили багато слів з неї (наприклад «гхаш» — вогонь). У Третю Епоху більшість орків послуговувались мовою Вестрон, створюючи різноманітні діалекти, кожен з яких був зрозумілим лише у тій орді, в якій ним говорили. Всі вони без винятку складали варварські жаргони повні проклять та лайки.
Культура орків знаходилась на дуже низькому рівні. До її виявів належать примітивні пісеньки гоблінів з повісті «Гобіт» та скабрезні малюнки й руни на оскверненій статуї короля в Ітілієні.

## Культурний вплив

### Світ
З часом орки як персонажі набули більшої популярності під впливом насамперед франшизи Warhammer. Як свого часу Толкієн використав образи Ґренделя і своїх супротивників, так і Games Workshop схрестив Галка та в'єтнамців періодів в'єтнамської та камбоджійської воєн, унаслідок чого орки набули зеленошкірості та характерної коси.

### Україна

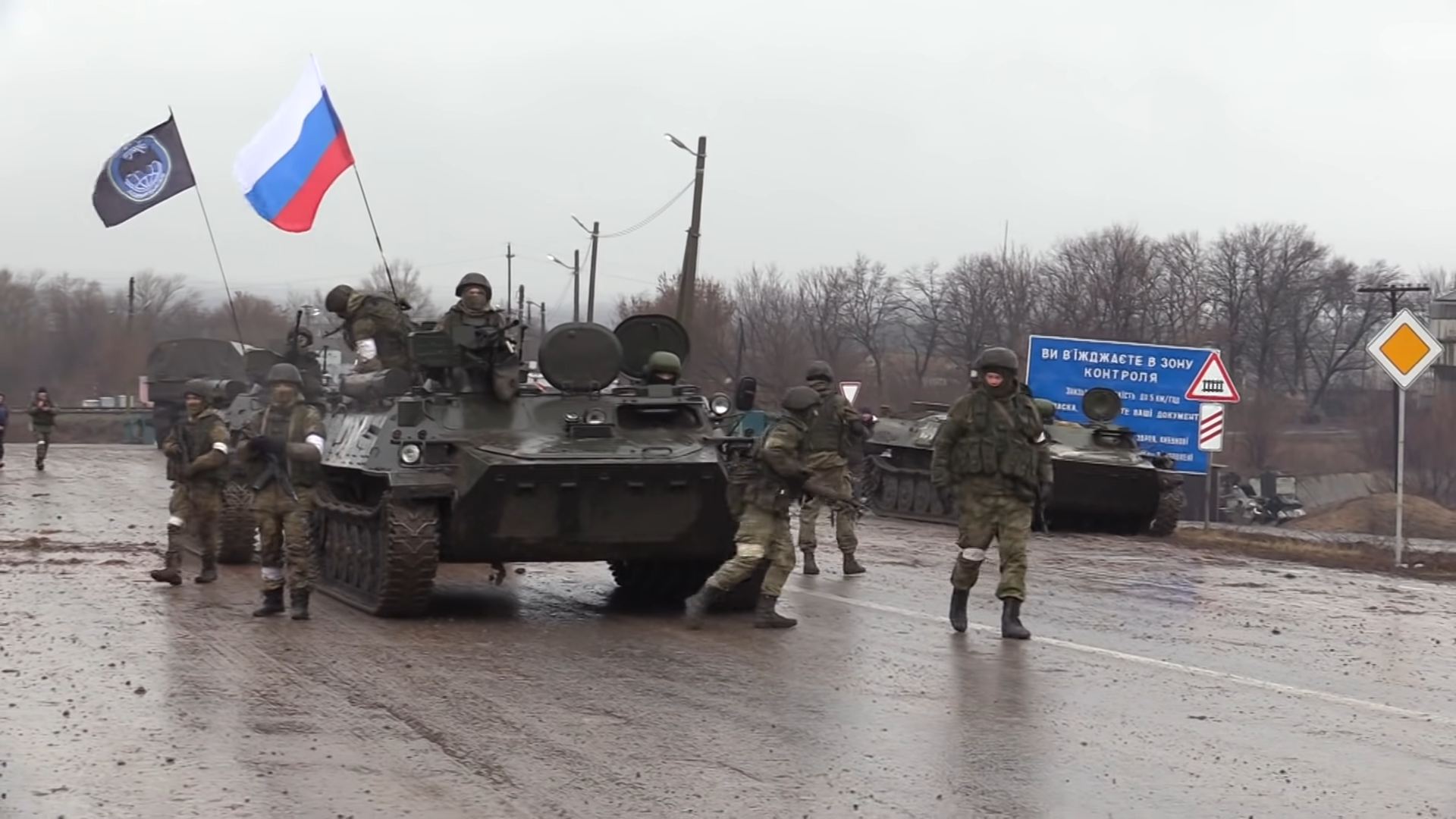
Російські війська в Україні

Під час Російсько-української війни орками українці стали називати російські війська. Сенс цієї назви: «Жителі Мордору». Це пов'язано з фанатською теорією Толкієністів, що буцімто-то прототипами держав Толкіна, який жив у період Холодної Війни, є тодішнє протистояння Західного (Англосаксонського) Світу (який у творах Толкіна представляють «Люди Заходу» на чолі з Арагорном) та Соціалістичного (Російського) Світу (який у творах Толкіна уособлює Мордор). Фанатська теорія стала дуже популярна у Світі, особливо на пострадянському просторі (зокрема і в Україні), де поширювалася серед толкієністів, негативно налаштований до Росії та Комуністично-Соціалістичної Ідеології. Під час Російсько-української війни теорія стала дуже популярною і поширеною в Україні.
Одна з версій пояснює, що порівняння з орками росіяни заслужили тим, що радянський народ вбачав у орках Толкіна алегорію себе (живуть на Схід від цивілізації, відгороджені від усього світу, з усіма ворогують, мають богоподібного лідера тощо). Тому, мовляв, його книги були заборонені в СРСР. Інша непідтверджена версія стверджує, що президент США Рональд Рейган якось процитував «Володаря Перснів» у промові, маючи на увазі замість Мордора Радянський Союз. Насправді твори Толкіна, після того, як почали видаватися в Радянському Союзі з 1982 року, ніколи не були під забороною. А те, що їх не видавали раніше, пояснюється належністю до жанру фентезі, який радянська цензура в цілому довго не допускала в умовах соціалістичного реалізму.
Можливо, порівнянню росіян з орками значно пізніше посприяла книга Кирила Єськова «Останній кільценосець» 1999 року. Її ідея полягає в тому, що «Володар Перснів» зображає події з позиції переможців, тому показує переможених орків злими потворними варварами, а «насправді» вони мали прогресивну толерантну державу, що була змушена захищати себе від народів Заходу. Російські публіцисти та громадські діячі Максим Калашніков та Юрій Крупков видали в 2003 році книгу «Гнів орка. Америка проти Росії», в якій йдеться про те, що Америка прагне знищити Росію насадженням своєї культури. Зокрема в книзі стверджується, що Толкін описав у образі орків росіян.
Сама ж постійна апеляція до Толкіна стала звучати в Україні навіть серед політиків і на державному рівні. Зокрема порівнювали Росію і росіян з Орками і Мордором, як представники Адміністрації Президента Порошенка, так і представники Адміністрації Президента Зеленського.
Під час російського вторгнення в Україну в лютому 2022 року жителі Мелітополя зустріли російських окупантів словами «Орків геть!». Видання «Укрінформ», «Українська правда», «Вокс Україна», «Волинські новини», «5 канал» назвали орками російських солдатів, які вдерлися в Україну.
У цілому українським ЗМІ зручно порівнювати російських окупантів з орками, проводячи такі паралелі між ними, як дезорганізованість, звірина жорстокість та нелюдськість. Разом з тим у ЗМІ лунають також заклики відмовитись від використання означення «орки» і вживати винятково означення «рашистські (російські) окупанти».